# Merle Haggard Presents His 30th Album
Merle Haggard Presents His 30th Album es el decimoséptimo álbum de estudio del cantante de música country estadounidense Merle Haggard junto con The Strangers. Fue publicado en septiembre de 1974 a través de Capitol Records.

## Grabación y contenido
Después de haber participado en la composición de solo tres canciones de su lanzamiento anterior If We Make It Through December, Haggard compuso la mayoría de las pistas de este LP, que se convirtió en su séptimo álbum country número uno. Produjo dos sencillos número uno, el melancólico «Things Aren't Funny Anymore» y el bullicioso «Old Man from the Mountain». Las sesiones de grabación del álbum tuvieron lugar en los estudios Columbia, en Nashville, Tennessee. Merle Haggard Presents His 30th Album también incluye «The Seashores of Old Mexico», que se convertiría en la canción que da nombre a su segundo LP a dúo con Willie Nelson en 1987.

## Título
Contrariamente al título del álbum, este fue su decimoséptimo álbum de estudio; sin embargo, era su trigésimo álbum en general, incorporando sus seis álbumes colaborativos (uno con Bonnie Owens y cinco álbumes instrumentales con The Strangers), tres álbumes en vivo, un álbum de góspel “en vivo”, un álbum navideño y dos recopilaciones de grandes éxitos hasta ese momento.

## Promoción
Presents His 30th Album incluía dos sencillos que encabezaron la lista Hot Country Singles en 1974. El primero en ser lanzado fue «Things Aren't Funny Anymore» en febrero de 1974. La canción fue el decimoséptimo número uno de Merle Haggard and The Strangers en la lista Hot Country Singles. La canción también se convirtió en un gran éxito en la lista canadiense Country Playlist, alcanzando el número 2. El segundo y último sencillo lanzado fue «Old Man from the Mountain» en junio de 1974. Luego de 9 semanas en la lista Hot Singles Chart, alcanzó el número 1 el 24 de agosto. También apareció en la lista canadiense Country Playlist, alcanzando también el número 1.

## Recepción de la crítica
Un escritor no especificado de la revista Cash Box declaró: “El álbum tiene la calidad habitual de Haggard con una excelente selección de material y el estilo vocal distintivo de Merle, atendiendo las canciones con su experiencia habitual”.

## Lista de canciones
Todas las canciones escritas y compuestas por Merle Haggard, excepto donde esta anotado. 
| Lado uno |                               |                        |          |  |
| N.º      | Título                        | Escritor(es)           | Duración |  |
| 1.       | «Old Man from the Mountain»   |                        | 2:20     |  |
| 2.       | «Things Aren't Funny Anymore» |                        | 2:41     |  |
| 3.       | «White Man Singin' the Blues» |                        | 1:55     |  |
| 4.       | «Travelin'»                   | Ronnie Reno Tiny Moore | 2:09     |  |
| 5.       | «The Girl Who Made Me Laugh»  | Haggard Roy Nichols    | 2:39     |  |
| 6.       | «Honky Tonk Night Time Man»   |                        | 2:38     |  |

| Lado dos |                               |                                        |          |  |
| N.º      | Título                        | Escritor(es)                           | Duración |  |
| 1.       | «Holding Things Together»     |                                        | 2:57     |  |
| 2.       | «The Seashores of Old Mexico» |                                        | 3:40     |  |
| 3.       | «Don't Give Up on Me»         |                                        | 2:18     |  |
| 4.       | «A King Without a Queen»      | Martha Dean Moore Bob Wills John Wills | 2:42     |  |
| 5.       | «It Don't Bother Me»          | Mark Yeary                             | 2:25     |  |

## Legado
Durante un especial de televisión de TNN de 1999 llamado Merle Haggard: For the Record, la estrella de country y discípulo del sonido Bakersfield, Dwight Yoakam, le dijo a la audiencia en Las Vegas Hilton que se había “detenido en seco” cuando escuchó el lamento familiar destruido de «Holding Things Together», recordando que “tenía un verso, y no había nada más que decir después de escuchar ese verso”. Luego, Yoakam grabó la canción en el álbum tributo de Haggard, Tulare Dust: A Songwriters' Tribute to Merle Haggard. Yoakam describiría más tarde «Holding Things Together» como su canción favorita de Haggard.

## Créditos y personal
Créditos adaptados desde las notas de álbum de Merle Haggard Presents His 30th Album.
Merle Haggard and the Strangers
- Merle Haggard – voces, guitarra
- Roy Nichols – guitarra líder
- Norman Hamlet – steel guitar, dobro
- Tiny Moore – mandolina
- Ronnie Reno – guitarra
- Mark Yeary – piano
- Johnny Meeks - bajo eléctrico
- Biff Adam – batería

Músicos adicionales
- Dave Kirby – guitarra
- Johnny Gimble – violín tradicional
- James Burton – guitarra
- Hargus “Pig” Robbins – piano, órgano
- Glen D. Hardin – piano
- Chuck Berghofer – bajo eléctrico
- Bill Puett – trompa